# 徐必達 (崇禎武進士)
徐必達（？—1645年），字兩熙，吉安府廬陵縣人，南明軍事人物。

## 生平
徐必達是崇禎十年（1637年）的武進士，擔任副總兵；隆武元年（1645年）八月時清兵逼近萬安縣界，他率領廣東將領陳課、童以振、吳玉簡等五千人拒守，兩軍在龍泉相遇，他親自督陣，背水一戰。吳玉簡軍營遭圍困，徐必達聯合其他軍隊營救，倉卒間體力不支，在船上射失大砲，於是投水自殺，遭隨從救起；不久他再次投水自殺，妻子楊氏得知後自縊而死，兒子徐涇則在船上去世。